# Schloss Oranienhof
Schloss Oranienhof war ein Barockschloss in Kreuznach im heutigen Landkreis Bad Kreuznach in Rheinland-Pfalz, das um 1669 durch Umbau des ehemaligen Pfalz-Simmerschen Fürstenhofes in der Neustadt errichtet und bereits 1689 im Pfälzischen Erbfolgekrieg wieder zerstört wurde. Der Name Oranienhof, der zunächst die Witwenresidenz der Marie von Oranien-Nassau (1642–1688) an der heutigen Hochstraße bezeichnete, ging Ende des 17. Jahrhunderts auf das ehemalige Wirtschaftsgut des Schlosses über, das sich auf der gegenüberliegenden Naheseite auf dem Gelände des heutigen Oranienparks befand.

## Witwensitz der Marie von Oranien-Nassau in der Kreuznacher Neustadt

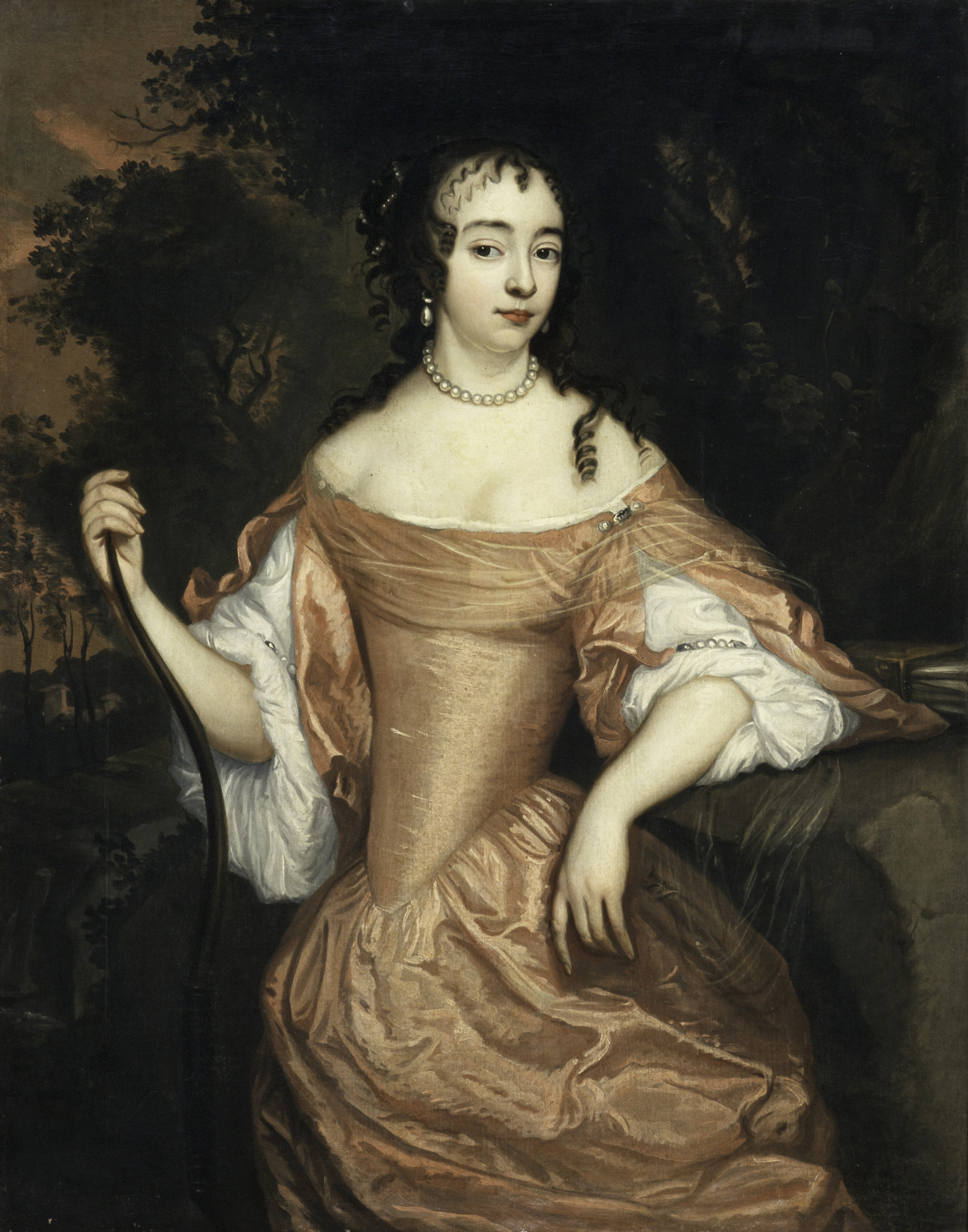
Prinzessin Marie von Oranien-Nassau, spätere Pfalzgräfin von Simmern, 1642

Marie von Oranien-Nassau, seit 1666 verheiratet mit Pfalzgraf Ludwig Heinrich von Simmern (1640–1674) auf der Kauzenburg, ließ den Pfalz-Simmerschen Fürstenhof zu ihrer Sommerresidenz Schloss Oranienhof umgestalten.
Das älteste der Schlösser der Töchter des Hauses Oranien in Deutschland war Schloss Oranienburg, das Kurfürst Friedrich Wilhelm 1651/52 für seine Frau Luise Henriette von Oranien (1627–1667), die älteste der Schwestern, im brandenburgischen Bötzow (Oranienburg) hatte errichten lassen. Albertine Agnes von Oranien-Nassau (1634–1696), eine verheiratete Fürstin von Nassau-Diez, ließ kurz nach 1664 das Lustschloss Oranienwald (Oranjewoud) in Heerenveen und ab 1672 das Barockschloss Oranienstein in Dirstein bei Diez und die Schwester Henriette Catharina von Oranien-Nassau (1637–1708), verheiratete Fürstin von Anhalt-Dessau, ab 1681 Schloss Oranienbaum in der Wüstung Nischwitz (Oranienbaum) erbauen.

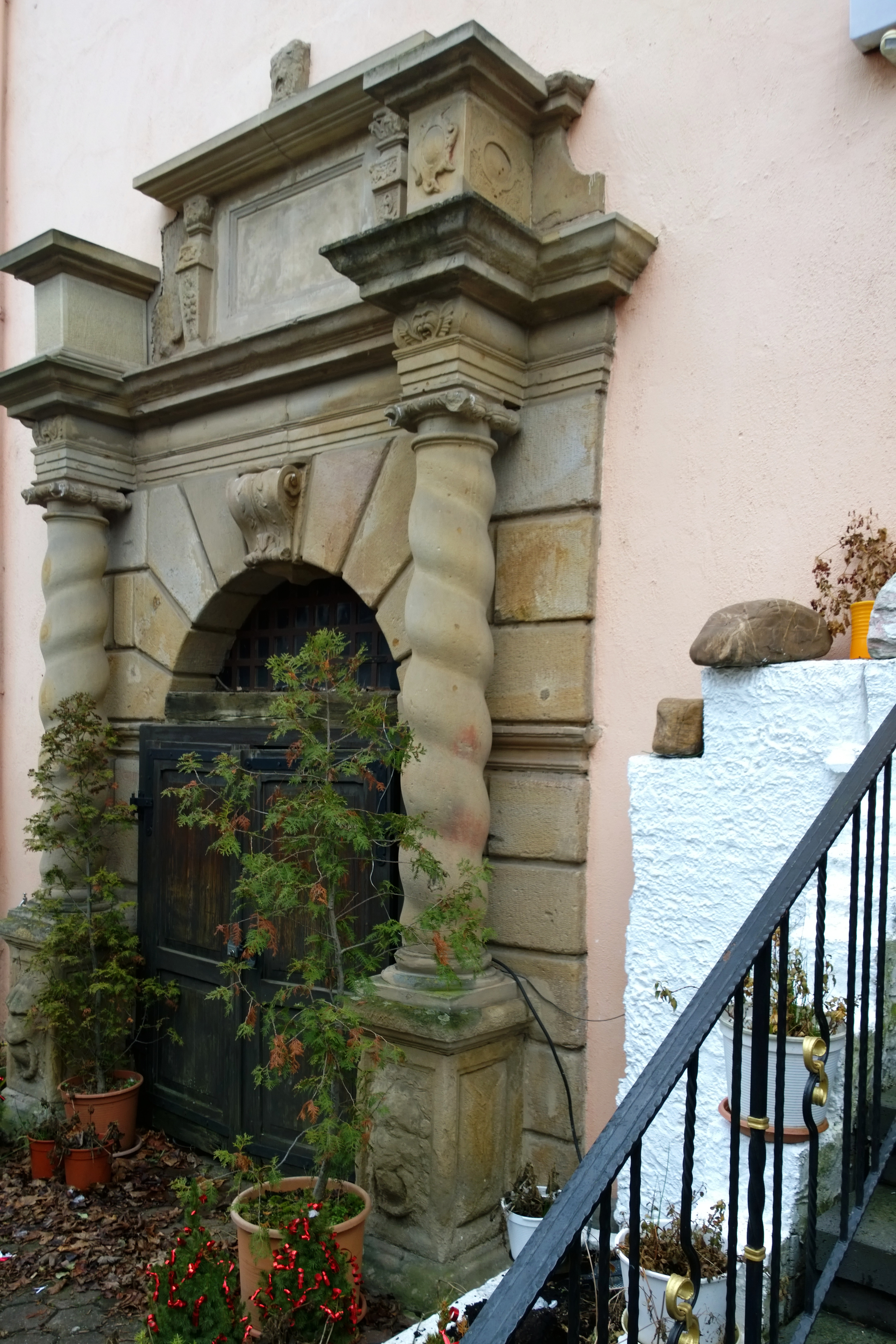
Barockportal in der Hochstraße 25 (Spolie), vermutlich ursprünglich aus Schloss Oranienhof

Den Umbau des Kreuznacher Fürstenhofes zum Schloss Oranienhof führte der Ingenieur und pfalz-simmerische Hofjunker Johann Rudolf Stürler (1647–1689) aus Bern durch, ein Sohn von Nikolaus Stürler, Freiherr von Belp (1621–1693), Berner Oberamtmann (Landvogt) von Grandson und Nyon. Johann Rudolf Stürler hatte am Athenaeum Illustre Bern studiert und verfügte über gute technisch-mathematische Kenntnisse. Er war ein Bruder von Vinzenz Stürler (1662–1734) und starb „au milieu de sa carrière (= mitten in seiner Laufbahn)“ als Hauptmann – wahrscheinlich Kapitein der genie – in holländischen Diensten. Samuel Chappuzeau (1625–1701) ließ sich 1669 auf einer Reise durch die Stadt von Stürler bei Hofe einführen, besichtigte den „neuen Bau“ des Schlosses, dessen vorderer Teil zu dieser Zeit bereits vollendet war, und begleitete den Pfalzgrafen in die Reit-Schul (heute: Grundschule Hofgartenstraße 14).
Im neuen Kreuznacher Schloss Oranienhof, das deutlich einfacher als die anderen „Mutterhäuser“ ausfiel, wurden zunächst vier bis fünf Zimmer als Wohnung hergerichtet. Es erhielt einen „Blumen-Garten auff einem dicken Thurm, welcher in das Feld hineinsieht“, ein frühes Beispiel für einen barocken, technisch aufwändigen Dachgarten nördlich der Alpen. Aus dem Nachlassinventar geht hervor, dass sich im Oranienhof ein Kabinett für Porzellan befand, das zu dieser Zeit noch sehr kostbar war und von der Niederländischen Ostindien-Kompanie aus China importiert wurde.

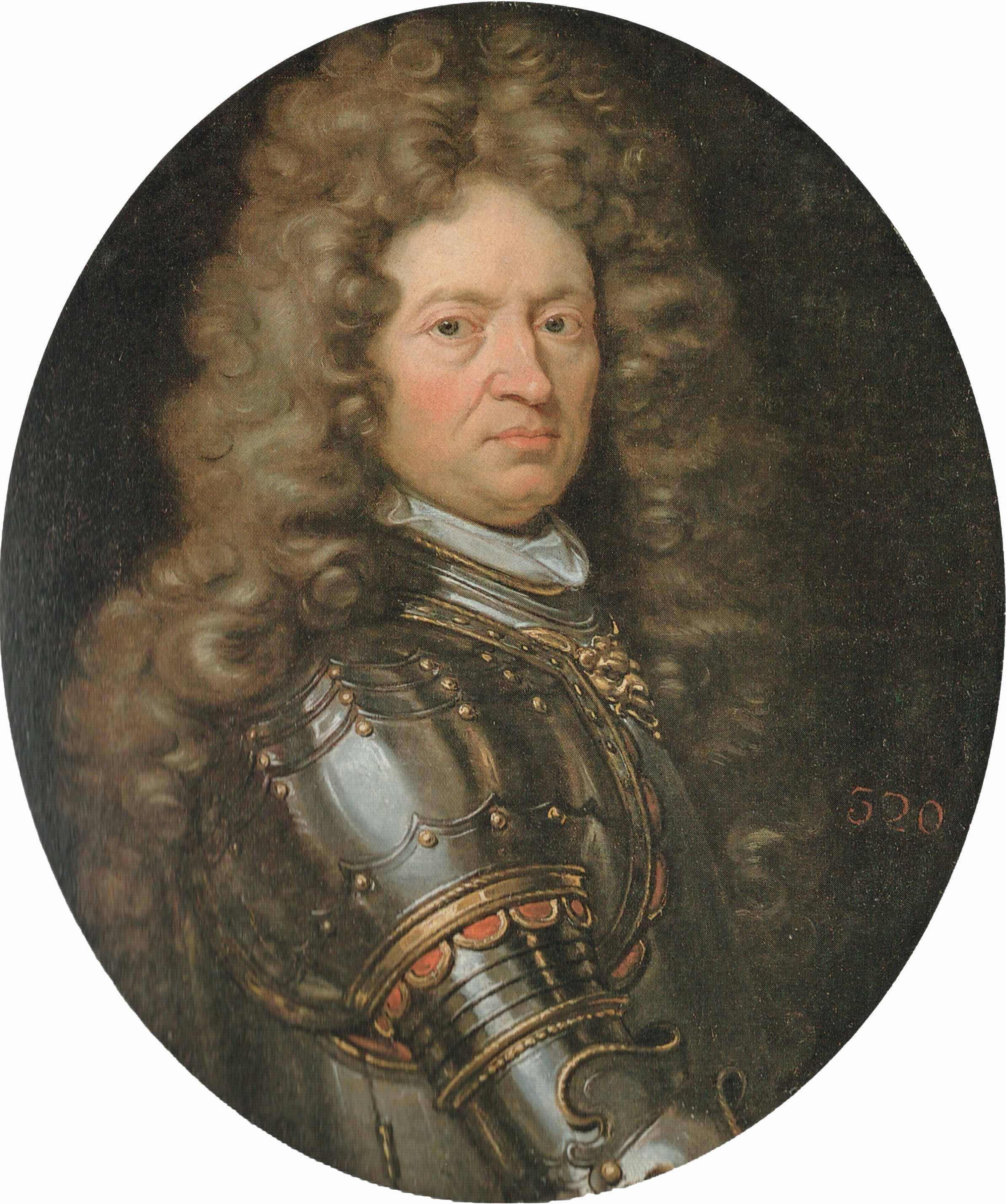
Johann Kasimir Kolb Graf von Wartenberg

Von ihrem Mann Ludwig Heinrich von Pfalz-Simmern erhielt die Prinzessin 1672 seinen Anteil an der Liegenschaft zum Geschenk. Er stellte ihr darüber hinaus den Erwerb der anderen drei Fünftel in Aussicht. Kurfürst Karl II. von der Pfalz (1651–1685), dessen Vater Karl I. Ludwig (1617–1680) 1678 vorübergehend geplant hatte, „ihr Palais zu Kreuznach“ als Residenz für den damaligen Kurprinzen aufzukaufen, verglich sich 1682 mit Marie von Oranien über die kurpfälzischen Anteile am Oranienhof, der nach dem Tod von Pfalzgraf Ludwig Heinrich ihr Witwensitz geworden war. Auch Markgraf Ludwig Wilhelm von Baden-Baden (1655–1707) stimmte 1683/84 zu, dass das Anwesen als Allodialgut in den Alleinbesitz der Witwe überging.
Marie von Oranien-Nassau vermachte Schloss Oranienhof mit allem Zubehör 1688 ihrem Kammerherrn und mutmaßlichen Lebensgefährten Johann Kasimir Kolb von Wartenberg (1643–1712). Freiherr von Wartenberg plante zunächst, den Oranienhof als Burglehen an die Kurpfalz zu übertragen. Das Schloss, eine Vierflügelanlage, wurde jedoch bereits 1689 im Pfälzischen Erbfolgekrieg von französischen Truppen geplündert und abgebrannt.

## Wirtschaftsgut „Oranienhof“ auf dem Gelände der ehemaligen Schaffnerei St.-Peter

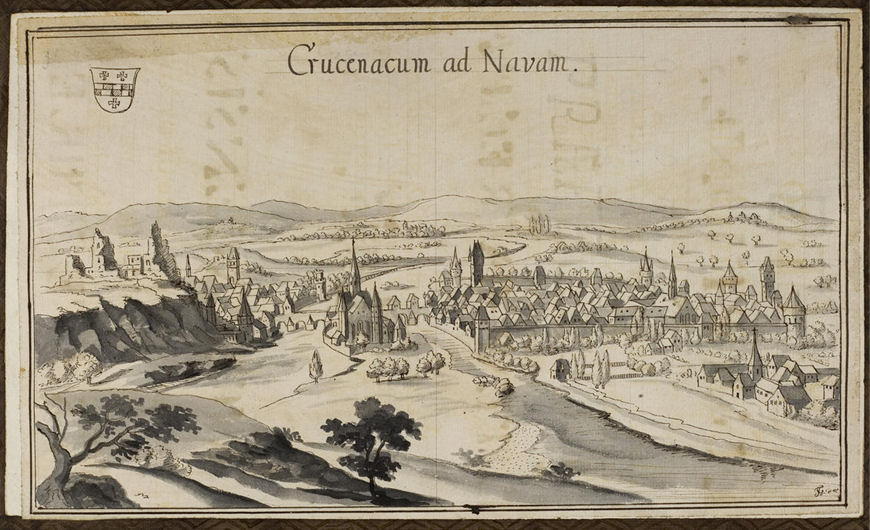
Chorfrauenstift St. Peter bzw. Oranienhof im Vordergrund der Zeichnung Crucenacum ad Navam von Theodor Gottfried Thum, um 1747 nach älteren Vorlagen

Ungefähr 600 Meter südwestlich der Kreuznacher Altstadt nicht weit vom rechten Naheufer an der Stelle des heutigen Oranienparks, 1.250 Meter Luftlinie von Schloss Oranienhof in der Hochstraße entfernt, befand sich von etwa 1140 bis 1566/68 das Augustiner-Chorfrauenstift St. Peter (Karte).
Das Kloster wurde 1566/68 aufgehoben und verlassen. Nach dem Westfälischen Frieden 1648 gehörte das Klostergut – wie das Oberamt Kreuznach insgesamt – zu 2⁄5 Pfalz-Simmern-Kaiserslautern, zu 1⁄5 der Kurpfalz und zu 2⁄5 der Markgrafschaft Baden-Baden. Marie von Oranien-Nassau ließ einen Teil des verlassenen Klosters zu einer Holländerei umgestalten. Im Mustergut der Meierei wurden „etliche 20 melkende Kühe“ gehalten. Die Prinzessin unterhielt dort auch eine „Menage zu ihrer Lust“. Ein dortiges Lustschlösschen wurde wegen der Kriegsläufe nicht fertiggestellt.
Der zum Kloster gehörende Nonnenwald (oberhalb des heutigen Nachtigallenwegs) wurde in Oranienwald oder Oranienwäldchen umbenannt, und auch die Flurnamen Oranienberg, Oranienhardt, im Oranienhof, Oranienwiese (unterhalb des Kauzenbergs an der Nahe) und die Oranienstraße erinnern noch an die Prinzessin von Oranien.
Nach der Zerstörung des Schlosses an der Hochstraße 1689 ging der Name „Oranienhof“ auf die Liegenschaft der Schafferei St.-Peter über, die bald ebenfalls zerfiel. Steine des ehemaligen Klosters bzw. des Wirtschaftshofes scheinen 1698–1700 für den Bau der lutherischen Wilhelmskirche verwendet worden zu sein. 1698 beschwerte sich das Presbyterium der reformierten Gemeinde beim Oberamt, weil „auf dem Oranienhof sonntags allerhand Volk sich versammle und Mutwillen treibe“. 1707 wurden die Besitzungen der Kolb von Wartenberg von Kaiser Joseph I. zur reichsunmittelbaren Reichsgrafschaft erhoben. Der Oranienhof gehörte als Exklave zum wartenbergischen Amt Sembach.

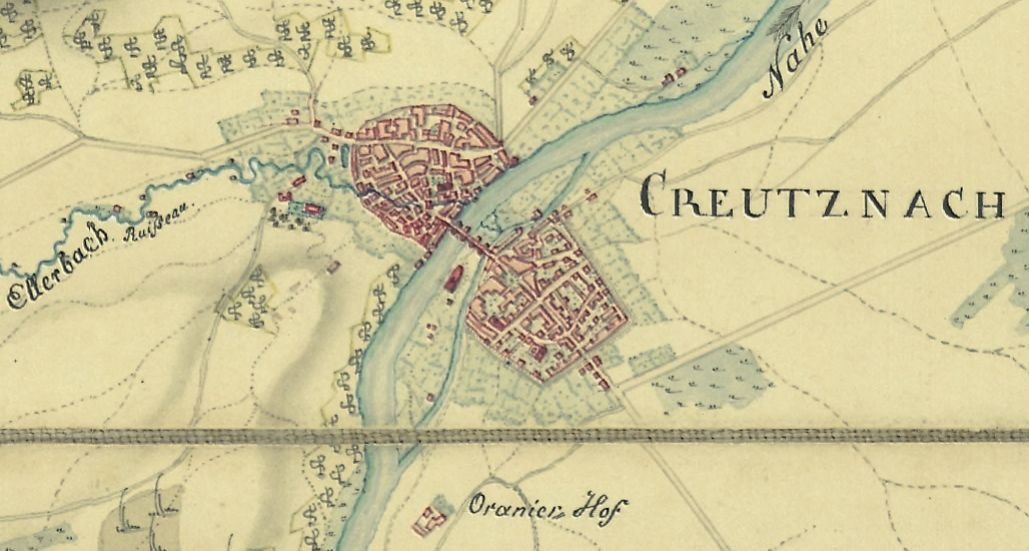
Oranier Hof auf einer Carte topographique du Canton du Creutznach (Ausschnitt), um 1805/10

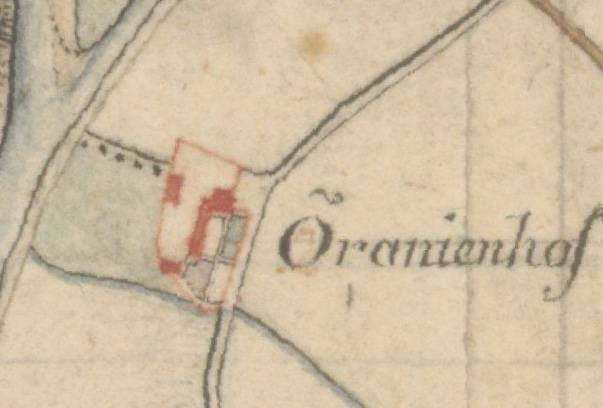
Oranienhof in der Topographischen Aufnahme der Rheinlande durch Jean Joseph Tranchot, Bl. 212 (Ausschnitt), 1811/12

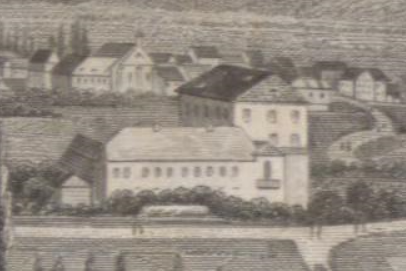
Oranienhof (vorne), rechts dahinter der Hotel-Neubau, im Hintergrund links das Gymnasium; Carl Schlickum, Henry Winkles: Kreuznach (Ausschnitt), vor 1838

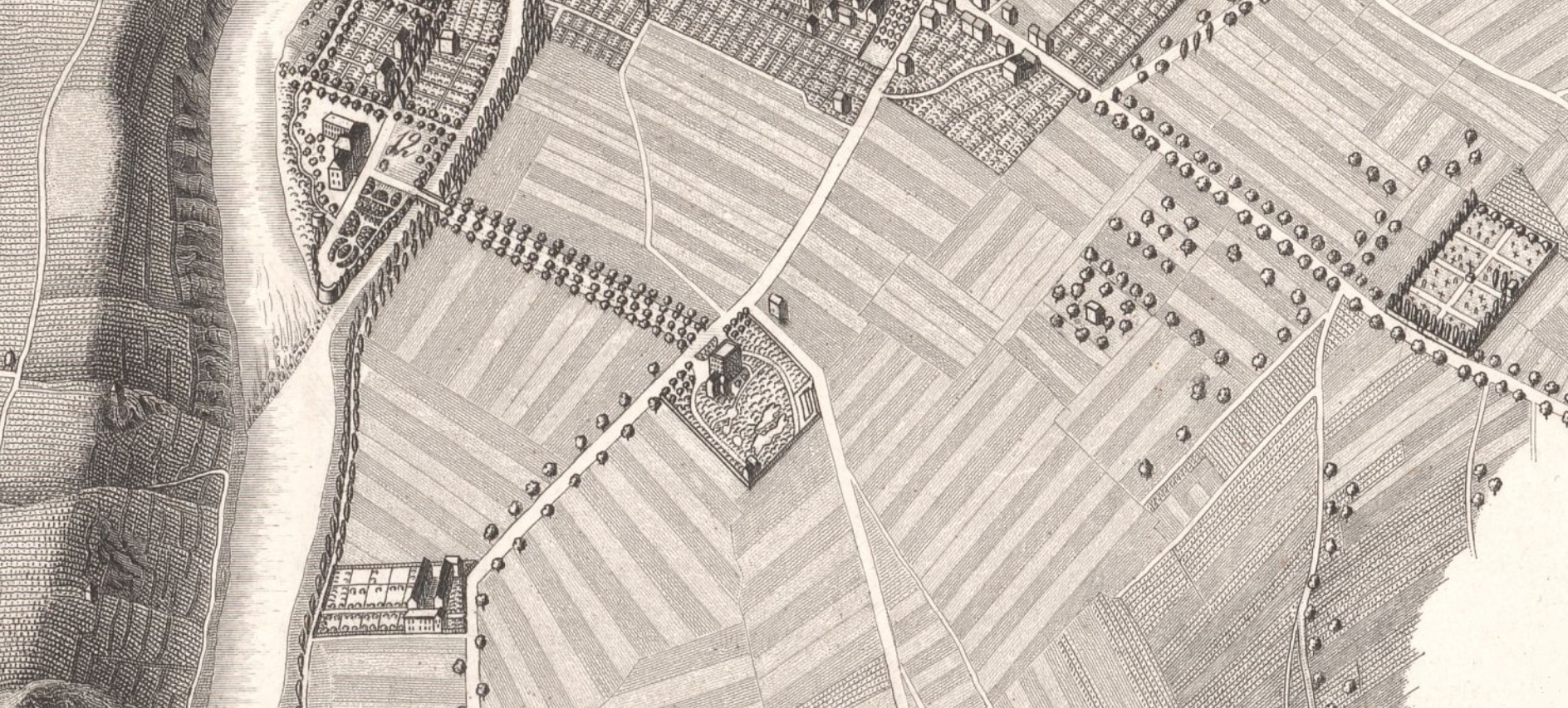
Perspektivische Darstellung von Kursaal, Oranienhof und Hotel Rheinstein (später Hôtel de l'Europe) vor der Kreuznacher Altstadt (v. l. n. r.); Stahlstich von Peter Borniger (Ausschnitt), 1843

Die um 1747 entstandene Zeichnung Crucenacum ad Navam [= Kreuznach an der Nahe] des Theodor Gottfried Thum zeigt im Vordergrund rechts einen intakten Gebäudekomplex. Es handelt sich allerdings um die Nachzeichnung älterer Vorlagen, die im Wesentlichen einen friedlichen Zustand um 1645 wiedergibt und in die nur wenige Kriegszerstörungen (z. B. bei der Kauzenburg) eingetragen wurden.
Der Oranienhof blieb im Besitz der Familie Wartenberg, bis die überschuldete Grafschaft 1782 unter Sequester gestellt wurde. 1784/88/91 erwarb Reichsgraf Franz von Sickingen (1760–1834) das Anwesen als Höchstbietender.
Spätestens in dieser Zeit war das Hofgebäude mit Scheune und Stallungen wiederhergestellt worden. Die Geistliche Administration in Heidelberg bzw. die kurfürstliche Hofkammer der Kurpfalz erhob 1790 Besitzansprüche auf das ehemalige Kloster St. Peter, die 1791/93 durch einen Austausch und Vergleich mit Sickingen unter Zustimmung von Kaiser Franz II. endgültig geregelt wurden. Durch die französische Besetzung und Annexion des linken Rheinufers 1794/97 gelangte das Anwesen in Staatsbesitz und war um 1796 an Eberhard Hönes verpachtet, der 1801 dem Munizipalrat angehörte.
Reichsgraf Ludwig Kolb von Wartenberg-Rot erhielt 1803 im Reichsdeputationshauptschluss eine Entschädigung für den Verlust des Oranienhofes, weil keine wirksame Eigentumsübertragung an Sickingen stattgefunden hatte.
1803 wurde in Koblenz das Nationalgut Oranienhof mit Wirtschaftsgebäuden (Haus mit Keller und Speicher, Scheune, Kelter, Stall), Bering, 0,6 ha Gemüse- und Baumgarten, 55,2 ha Äcker, 3 ha Wiesen und 12,5 ha Heckenland von dem Kaufmann Johann Heinrich Schellhaas aus Kaiserslautern für 38.200 Franc ersteigert. Anfang des 19. Jahrhunderts wurde der alte Oranienhof teilweise abgetragen. Der Gastwirt Carl Friedrich Pitthan († 1845) und seine Frau Johanna Karoline Philippine Schellhaas (1810–1857) errichteten an dieser Stelle neben den früheren Gebäuden 1834–42 das Luxus- und Bade-Hotel Oranienhof.
1929 wurde der Komplex wegen Baufälligkeit abgerissen.